# Холден Джонс, Эми
Эми Холден Джонс (англ. Amy Holden Jones) —  американский кинорежиссёр и сценарист.  Лауреат премии «Золотая малина» (1994).

## Карьера
Джонс начала свою профессиональную карьеру в качестве режиссёра-документалиста. Затем она решила попробовать себя в игровой киноиндустрии, работая режиссёром монтажа на малобюджетных проектах, а затем студийных фильмах. В конечном счёте Эми начала режиссировать и писать сценарии сама. Дебютировала в 1982 году слэшером кинокомпании Santa Fe Productions «Кровавая вечеринка». Фильм, преподносившийся как первый хоррор для женщин, был разбит критиками и зрителями  в пух и прах, но впоследствии приобрёл статус культового и породил несколько сиквелов и пародий.
Жанры творчества режиссёра и сценариста Эми Холден Джонс варьируются от веселых летних фильмов для детей и ромкомов до леденящих кровь ужастиков. С 2003 года она работает на телевидении.
Муж Эми — известный кинооператор Майкл Чэпмен (род. 1935), двукратный номинант на «Оскар».

## Фильмография
| Год  | Фильм                    | Режиссёр | Сценарист |
| ---- | ------------------------ | -------- | --------- |
| 1982 | Кровавая вечеринка       | Да       |           |
| 1984 | Любовные письма          | Да       | Да        |
| 1987 | Горничная на заказ       | Да       | Да        |
| 1988 | Мистическая пицца        |          | Да        |
| 1992 | Бетховен                 |          | Да        |
| 1993 | Бетховен 2               |          | Да        |
| 1993 | Непристойное предложение |          | Да        |
| 1994 | Побег                    |          | Да        |
| 1996 | Жена богача              | Да       | Да        |
| 1997 | Реликт                   |          | Да        |
| 2000 | Бетховен 3               |          | Да        |
| 2001 | Бетховен 4               |          | Да        |
| 2003 | Бетховен 5               |          | Да        |
| 2014 | Чёрный ящик              |          | Да        |